# Augsburger Höhenweg
De Augsburger Höhenweg is een hoogalpien pad voor bergwandelaars en -beklimmers in de Lechtaler Alpen in de Oostenrijkse deelstaat Tirol.
De Augsburger Höhenweg verbindt de Augsburger Hütte (2298 meter) met de Ansbacher Hütte (2376 meter). Bij normale omstandigheden is deze weg af te leggen in een tijdsbestek van acht tot tien uur. Halverwege, op de Parseierscharte, staat de Augsburger Biwakschachtel als noodonderkomen. Vanaf de Augsburger Hütte gaat het zonder al te grote moeilijkheden of over de Gatschkopf (2945 meter) of rechtstreeks door de kloof Gasillschlucht naar de Patrolscharte (2846 meter). Hierna wordt de Grinner Ferner gepasseerd en wordt de oostelijke graat van de Dawinkopf bereikt nadat men ten zuiden van de Bocksgartenspitze is getrokken. Na de Dawinkopf (2968 meter) volgen de Dawinscharte (2850 meter) en de Parseierscharte (2604 meter) ten noorden van de Eisenspitze (2859 meter). Hierna gaat men verder in westelijke richting om na de Grießmuttekopf (2772 meter) naar het noorden af te buigen. Over de zuidflanken van de Schwarzlochkopf (2739 meter) en de Stierlochkopf (2788 meter) gaat het richting het Winterjoch (2528 meter). Vanaf daar gaat het in zuidelijke richting langs de Stierkopf (2589 meter) naar de Ansbacher Hütte.
Enkele passages in de Augsburger Höhenweg kunnen zelfs voor geoefende bergbeklimmers problemen opleveren of gevaarlijk zijn bij ongunstige omstandigheden. Met name het deel tussen Dawinkopf en Parseierscharte is berucht. Zeker voor minder ervaren bergwandelaars is het laten begeleiden door een berggids raadzaam.
De Augsburger Biwakschachtel biedt vier noodslaapplaatsen en vanaf de Parseierscharte is een noodafdaling in zuidelijke richting mogelijk.